# 星桥镇
城北乡，是中华人民共和国重庆市梁平区下辖的一个乡镇级行政单位。

## 行政区划
城北乡下辖以下地区：
星桥村、两路村、河井村、高都村、大长村、横山村、狮子村和双桥村。